# Ногути, Доминик Ёсимацу
Доминик Ёсимацу Ногути (31 октября 1909 года, Япония — 9 ноября 1997 года, Япония) — католический прелат, епископ Хиросимы с 19 декабря 1959 года по 29 марта 1985 год.

## Биография
26 марта 1939 года Доминик Ёсимацу Ногути был рукоположён в священника.
19 декабря 1959 года Римский папа Иоанн XXIII назначил Доминика Ёсимацу Ногути епископом Хиросимы. 8 мая 1960 года в Риме состоялось рукоположение Доминика Ёсимацу Ногути в епископа, которое совершил Римский папа Иоанн XXIII в сослужении с титулярным епископом Хильты Наполеоном-Александром Лабри и титулярным епископом Цезарианы Фультоном Джоном Шином.
29 марта 1985 года Доминик Ёсимацу Ногути вышел в отставку. Скончался 9 ноября 1997 года.